# 尼加拉瓜彩龜
尼加拉瓜彩龜（學名：Trachemys emolli）是彩龜屬下的一種龜，發現於尼加拉瓜和哥斯達黎加，曾被分為黃腹彩龜的亞種。

## 描述

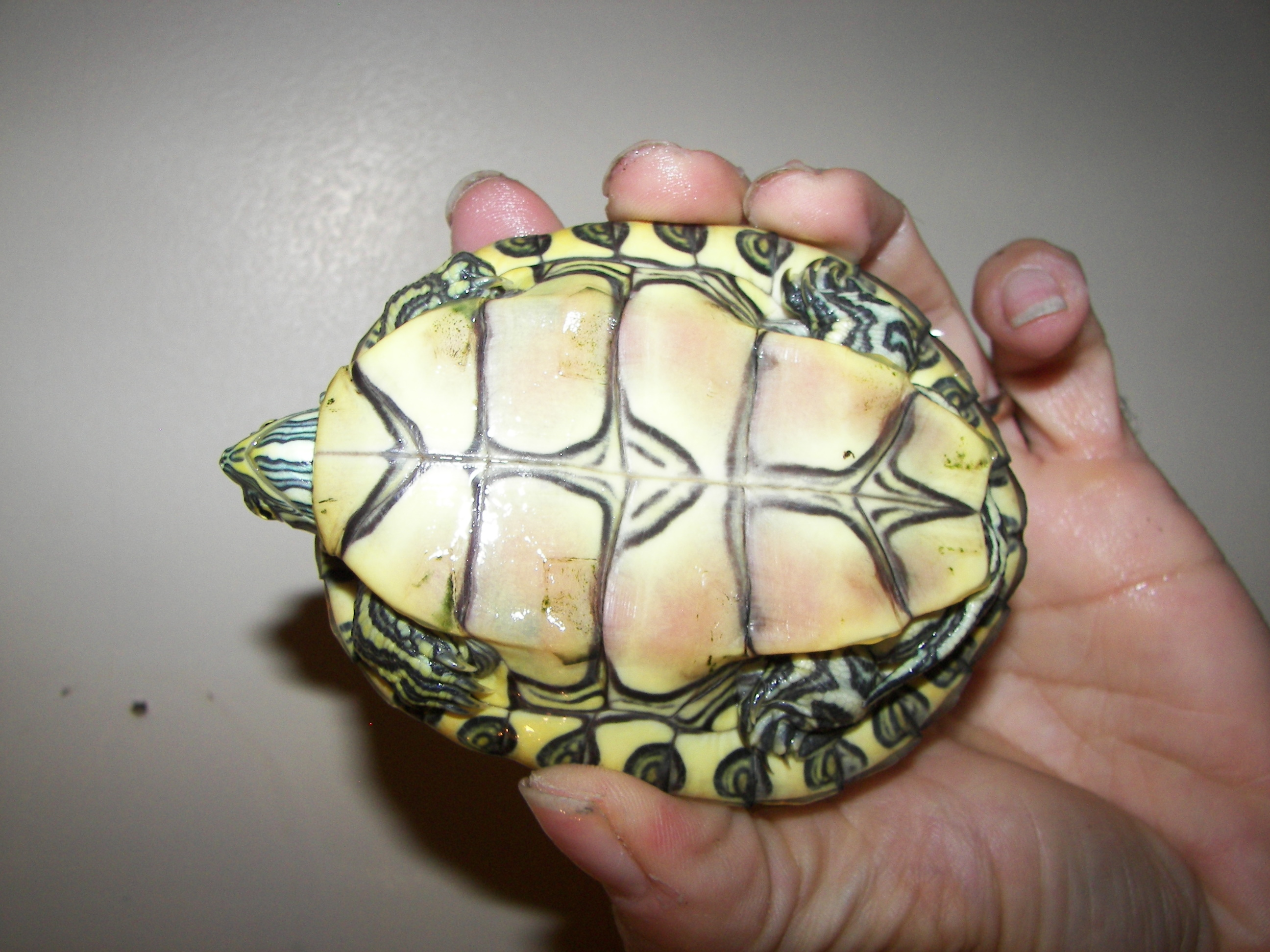
尼加拉瓜彩龜腹甲

尼加拉瓜彩龜北部有深色黃色環狀標記，背殼主要是橄欖綠或深褐色的。顳上有橘、粉或黃色標記，雄性長達8—12英寸（20—30），雌性可能會超過15英寸（38）。

## 習性
尼加拉瓜彩龜喜歡生活在70—80 °F（21—27 °C）的水中，以甲殼綱動物、魚、蝌蚪及昆蟲為食。
其繁殖季節為12月到次年5月，每季雌龜可產數窩卵，每次最多有35枚。孵化須69至123天。